# Primatomorpha
Primatomorpha (din latină primat-, primus - „prim”, „prim rang” + grecescul μορφος (morfos) - „formă”) este o cladă (mirordin) de mamifere placentare care conține două ordine: Dermoptera (colugii) și Primates (lemurieni, maimuțe și om); fiind taxonul soră pentru Scandentia.
Monofilia mirordinului Primatomorpha, și includerea lui în grandordinul Euarchonta, este demonstrată de datele filogeniei moleculare, pe baza analizei secvențelor de ADN nuclear, publicate în 2001 (Murphy și colab.). În 2002 (Arnason și colab.) au fost publicate rezultatele unei investigații ale secvențelor de ADN mitocondrial care au indicat un model alternativ pentru arborele filogenetic ai membrilor Euarchonta. Totuși, un studiu din 2007 (Kriegs și colab.), care a vizat analiza markerilor retrotranspozoni, susține monofilia Euarchonta.
Conform datelor moleculare, primatomorfele s-au despărțit de Scadentia, probabil, cu 86,2 mln ani în urmă, în timpul Cretacicului târziu. Cu aproximativ 79,6 mln ani în urmă, mirordinul s-a divizat în două ramuri: primate și dermoptere.
|  | Lagomorpha |
|  |            |
|  | Rodentia   |
|  |            |

|               | Scandentia                                              |
|               |                                                         |
| Primatomorpha | \| \| Dermoptera \| \| \| \| \| \| Primates \| \| \| \| |
|               | \| \| Dermoptera \| \| \| \| \| \| Primates \| \| \| \| |
|               | Dermoptera                                              |
|               |                                                         |
|               | Primates                                                |
|               |                                                         |

|  | Dermoptera |
|  |            |
|  | Primates   |
|  |            |

|  | Lagomorpha |
|  |            |
|  | Rodentia   |
|  |            |

|               | Scandentia                                              |
|               |                                                         |
| Primatomorpha | \| \| Dermoptera \| \| \| \| \| \| Primates \| \| \| \| |
|               | \| \| Dermoptera \| \| \| \| \| \| Primates \| \| \| \| |
|               | Dermoptera                                              |
|               |                                                         |
|               | Primates                                                |
|               |                                                         |

|  | Dermoptera |
|  |            |
|  | Primates   |
|  |            |

Clasificările alternative invalidează mirordinul Primatomorpha și include Dermoptera împreună cu Scadentia într-un grup numit Sundatheria (taxonul soră al Primates). Alte studii plasează ordinul Scandentia ca grup soră pentru Glires, invalidând grandordinul Euarchonta.